# Cauricara brunnipes
Cauricara brunnipes là một loài bọ cánh cứng trong họ Tenebrionidae. Loài này được Haag miêu tả khoa học năm 1877.